# ハエ目

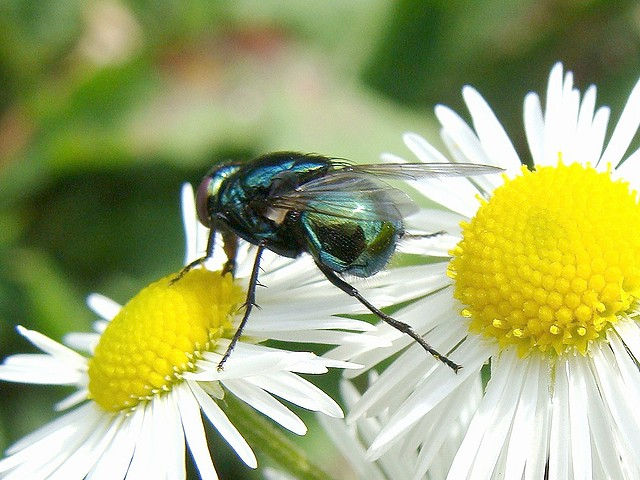
花の蜜を吸うハエ。このように複眼・翅・脚を除き体全体が緑色系の金属光沢を呈するキンバエ型の色彩のハエは、クロバエ科、イエバエ科、ヤドリバエ科などに広く知られる。厳密な同定には翅脈相、胸部の剛毛配列、小盾板の下面の形状、交尾器の形態など微細な形質の確認を要する。

ハエ目（蝿目、ハエもく、Diptera）は、昆虫類の分類群の一つで、カ、ガガンボ、ハエ、アブ、ブユなどを含むグループである。双翅目（そうしもく）とも呼ばれる。

## 概要
極地を除くほぼ全世界に分布する。種類数は約9万種、日本だけでも数千種が分布する。昆虫類の中では甲虫類、チョウ目、ハチ目に次いで種類数が多い。
昆虫の成虫は、胸部の第二節と第三節に一対ずつ、計4枚の翅（はね）をもつのが基本形だが、この目では第三節の翅（後翅）が退化していて、見た目には翅が2枚しかないのが特徴である。和名「双翅目」もここに由来し、学名の "Diptera"も、Di が「2つの」、ptera が「翅」 を意味する。後翅は平均棍（へいきんこん）と呼ばれるマッチ棒のような構造に変化しており、飛翔時にバランスをとる役目をする。中には哺乳類に寄生するクモバエ類など、前翅すら退化した種類もいる。
生息環境は熱帯雨林、砂漠、ツンドラ、さらには海、温泉、洞窟、大型動物に寄生するものなど非常に多様性に富む。陸上ではむしろハエ目昆虫がいない所を探す方が難しい。植物の中には花に芳香ではなく腐臭を漂わせ、集まるハエ類を花粉伝播に利用する植物も知られる。
生活史は、卵 - 幼虫 - 蛹 - 成虫という完全変態を行う。幼虫は附属肢がほとんど、あるいはまったく退化しており、体はのっぺりした細長い、あるいは平たい形をしている。外見的には糸角亜目の場合にはタマバエ科などわずかな例外を除くと明確な頭蓋を持ち、頭部が区別できる（例えばカの幼虫であるボウフラのように）が、短角亜目のものでは頭蓋が退化し、外見上頭部の判別が困難である（ウジ）。幼虫は地中生活や水中生活をするものが多く、土壌動物や水生昆虫として食物連鎖の中でも重要な位置を占める。生物の死骸や糞、あるいはそれらが分解したデトリタスを食べるものが多いが、植物の根を食べるものや他の小動物を捕食するものもいる。他の動物の体内に入りこみ体組織を食べて成長する寄生バエ類も多く知られているし、植物の上を這ってアブラムシを捕食するヒラタアブ類の幼虫などもいる。

## 人間とのかかわり
カやアブ、ブユなど吸血性のものが多く、これらは馴染み深い吸血動物である。血を吸うことによって痒みや痛みを発生させるだけでなく、マラリアを媒介するハマダラカ、日本脳炎を媒介するコガタアカイエカ、眠り病を媒介するツェツェバエなど、古来から恐ろしい伝染病を媒介し、人類の脅威となってきたものもいる。
屋内では便所や台所、屋外では田畑などにも多くの種類が生息しており、ほとんどが害虫として位置づけられる。汚物や腐敗物に発生する蛆やそれに関わるハエ、コウカアブなどは衛生害虫とされる。ウリミバエのようなミバエ類などは重要な農業害虫である。人間に比較的害の少ないガガンボ類やハナアブなども、見た目が不快だとして嫌われることがある。
ハエやハナアブ、ヒラタアブ類は花を訪れて植物の受粉に役立っており、ムシヒキアブ類は害虫を含む様々な昆虫を捕食する。ユスリカ類の幼虫やショウジョウバエなどはペットの餌として重要である。
キイロショウジョウバエは様々な突然変異が知られ、試験管内でも飼育できることからモデル生物として各種遺伝子の研究に用いられている。

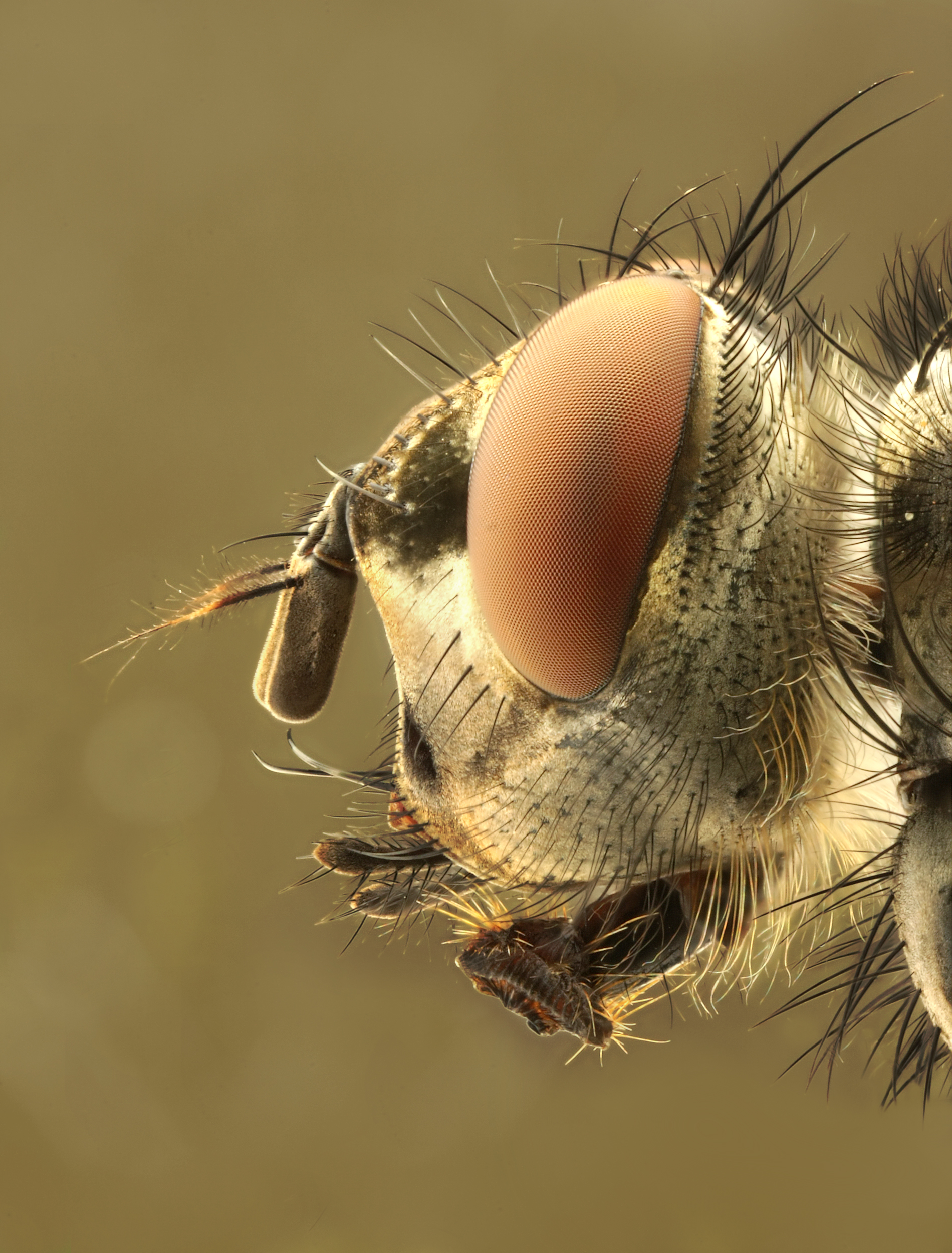
ハエの頭部 (Calliphora sp.)

## 下位分類

### 糸角亜目（長角亜目／カ亜目） Nematocera
触角が長く、特にオスは羽毛状や櫛状の触角を持つ。
- ガガンボ下目 Tipulomorpha - ガガンボ
- チョウバエ下目 Psychodomorpha - チョウバエ
- コシボソガガンボ下目 Ptychopteromorpha
- カ下目 Culicomorpha - カ、ユスリカ、ブユ
- アミカ下目 Blephariceromorpha - アミカ
- ケバエ下目 Bibionomorpha - ケバエ、キノコバエなど

### 短角亜目（ハエ亜目） Brachycera
触角が短い。いわゆるアブとハエがここに分類される。
直縫短角群（直縫群） Orthorrhaphous - アブ
- アブ下目 Tabanomorpha - ウシアブ、ヤマトアブ、ミズアブ、コウカアブなど
- ムシヒキアブ下目 Asilomorpha - ムシヒキアブ、ツリアブなど
- オドリバエ下目 Empidomorpha - オドリバエ、アシナガバエなど

環縫短角群（環縫群） Cyclorrhaphous - ハエ
- ハエ下目 Muscomorpha - ハエ類、ハナアブ、ヒラタアブなど